# Дыши
Дыши е втори сингъл на руската поп-група Серебро. Често е наричана „Song #2“.

## Песни
EP Сингъл
(Промо издание от 2007 г.)
1. „Дыши“
2. „Song #2“
3. „Song #1“
4. „Dancing #1“
5. „Whats Your Problem?“ (на живо)

## Видео
Видео клипът започва под вода, а Серебро се разхожда по морското дъно в големи реещи се рокли. Момичетата вървят във воден град, като се показват подводни сцени. За половин минута, може да се види град на дъното на океана. Заобикалят ги и плуват около тях малки риби по танцо-подобен начин, като движението се забавя и ускорява. Голям кит преминава през морското дъно и момичетата продължават да вървят напред.
Те вече са на сушата и ходят през каньон, където се появяват няколко балона с горещ въздух. Също и през безплодна местност с водни кули в далечината.
Сцената се променя отново, като вече са в град, където вали силен дъжд. Видеото завършва с момичетата, излизащи от черна кола в уличка. Показана е всяка една индивидуално, докато екрана става черен.

## Позиции в класациите
| Класация (2007) | Най-добра позиция |
| --------------- | ----------------- |
| Русия (TopHit)  | 2                 |